# 颱風瑪琪 (1973年)
颱風瑪琪（英語：Typhoon Marge，國際編號：7314，聯合颱風警報中心：16W，菲律賓大氣地球物理和天文服務管理局：Ibiang）是1973年太平洋颱風季第14個被命名的熱帶氣旋。
根據中國國家氣象中心的紀錄，瑪琪一度是中國自1949年有紀錄以來，登陸時最強的風暴，但此紀錄已先後被2014年超強颱風威馬遜及2024年超強颱風摩羯打破。

## 發展過程

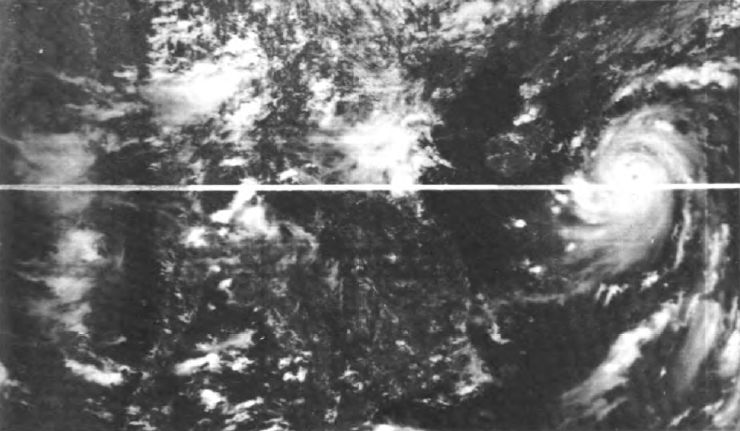
DMSP衛星於9月13日拍下的颱風瑪琪（位於圖中最右側的螺旋狀雲團）

1973年9月10日，一个热带低气压在菲律宾以东海域形成，稍后即移近吕宋以东海域，并于9月11日稍后以热带低气压强度登陆吕宋，移入南海，命名为玛琪。9月12日，美軍偵察機在附近侦测到飓风，升格其为台风。由于进入中国领空，在9月13日不久，美軍停止了偵察，最后偵察风速为80节，而据偵察機和船舶资料显示，其环流十分细小，只有不足150英里。在9月14日，于海南琼海博鳌镇登陆 ，不久横过北部湾，在9月15日再在越南北部登陆 ，并在越南北部消散。

## 影響

### 中國大陸

#### 海南
由于玛琪环流极小，而且在登陆海南省前爆发增强，破坏力强，加上预报不足，造成海南省严重伤亡。
9月13日时，海南省仍然未受到玛琪的环流影响，天气闷热 。而当时海南日报在版面的天气预告只显示为明日风力7至8级，预告力度不足。到了夜晚，仍然未有台风来到的迹象。
据中央气象台资料显示，玛琪于9月14日凌晨4时40分登陆海南区琼海博鳌镇，登陆时其中心风力达到60米每秒，气压925百帕。在登陆时，琼海狂风大作，琼海的房屋几乎被完全摧毁，光是琼海就已經造成771人死亡。
海南行政区革命委员会当天向广东省委上报的“灾情报告”显示，房屋倒塌和揭顶的达90% ，定安、屯昌、昌江等县也有部分公社遭受不同程度的破坏。而据琼海档案馆资料显示，是次台风共摧毁民房206610间，其中全倒90632间，半倒29946间，房顶损坏86032间；耕牛死亡397头；猪死亡535只；水稻损失4成左右；秋茨损失4万亩（占当年全县种植面积的56％）；甘蔗损失1.6万亩（占当年全县种植面积40％）；橡胶损失（连腰折断）7万亩约232万株（占当年全县种植面积70％）；全县胡椒树受损失计约1.7万亩，约99.7万株；林业损失12万亩。台风中心所经过的各县农场橡胶树80％折断，损失尤为惨重。全海南岛损失折合人民币无法计算。
在登陆点北侧的琼海气象站数据显示，其于9月14日4时12分至22分录得十分钟平均风速48米每秒（风速计稍后被毁，最大风速无法得出），于4时40分录得937.8百帕的海平面气压。中央气象台按气压梯度力计算评玛琪登陆时中心风力达到60米每秒，气压925百帕。
瑪琪在海南省造成903人死亡，5759人受伤。

### 英屬香港
- 當地懸掛之最高熱帶氣旋警告信號： 一號戒備信號

9月12日下午5时30分，皇家香港天文台为玛琪悬挂一号戒备信号，当时玛琪位于香港东南约560公里的海面上。
9月13日傍晚，玛琪进一步增强为台风，并于同日下午6点有一架侦察机发回来的数据显示，其中心附近的十分钟平均风速为12级（130km/h），最大阵风为16级（185km/h），最低海平面气压为964百帕，显示玛琪已为一个成熟的台风。但随后便停止侦查。
9月14日早上7点，当台风玛琪位于香港西南约430公里处时，天文台除下所有热带气旋警告信号。
在玛琪影响香港期间，9月12日及次日上午香港天气大致晴朗，但9月13日下午至9月15日上午出现多云及零星阵雨。与此同时，由于玛琪的环流相当细小，香港没有录得持续性的强风，但大老山录得最大阵风为91km/h（10级），天文台总部录得最大阵风61km/h（7级）。
以上内容均来源于香港天文台之1973年热带气旋年刊。

## 熱帶氣旋警告使用紀錄
| 皇家香港天文台 熱帶氣旋警告信號 | 皇家香港天文台 熱帶氣旋警告信號 | 皇家香港天文台 熱帶氣旋警告信號 |
| ------------------------------- | ------------------------------- | ------------------------------- |
| 上一熱帶氣旋                    | 一號戒備信號                    | 下一熱帶氣旋                    |
| 強烈熱帶風暴露爾斯              | 一號戒備信號                    | 超強颱風娜拉                    |